# Cung Vượng
Cung Vượng (chữ Hán: 龔旺; bính âm: Gōng Wàng), ngoại hiệu Hoa Hạng Hổ (chữ Hán: 花項虎; tiếng Anh: Flowery Necked Tiger; tiếng Việt: Hổ sẹo hoa) là một nhân vật hư cấu trong tiểu thuyết văn học cổ điển Trung Hoa Thủy Hử. Cung Vượng xếp thứ 78 trong 108 vị đầu lĩnh Lương Sơn Bạc và xếp thứ 42 trong 72 vị sao Địa Sát, được sao Địa Tiệp Tinh (chữ Hán: 地捷星; tiếng Anh: Victorious Star) chiếu mệnh.

## Xuất thân
Là một trong những đầu lĩnh gia nhập Lương Sơn Bạc sau cùng, Cung Vượng và Đinh Đắc Tôn là hai phó tướng của Trương Thanh tại phủ Đông Xương trước khi cả ba quy hàng và gia nhập Lương Sơn Bạc. Có tài phóng thương trên mình ngựa, Thủy Hử mô tả Cung Vượng oai hùng với những nét xăm chạm trổ vằn hổ trên thân và mặt hổ trên cổ của mình.

## Gia nhập Lương Sơn Bạc
Trong trận Đông Xương, vì không đánh lại hai đầu lĩnh Lương Sơn Bạc là Lâm Xung và Hoa Vinh, Cung Vượng phóng phi thương nhằm giết cả hai nhưng Lâm Xung cùng Hoa Vinh đều né được. Không còn vũ khí để toàn thân, Cung Vượng cùng đường bị Lâm Xung và Hoa Vinh trói giải bắt sống về trại quân Lương Sơn Bạc. Trong trận này, đầu lĩnh Lương Sơn Bạc là Yến Thanh từ ngoài đã bắn mũi tên vào chân ngựa Đinh Đắc Tôn khi Đinh Đắc Tôn đang đấu cùng Lã Phương, Quách Thịnh. Ngựa ngã, Đinh Đắc Tôn đành chịu bị Lã Phương, Quách Tịnh trói giải bắt sống về trại quân Lương Sơn Bạc. Sau khi chánh tướng Trương Thanh cùng thú y Hoàng Phủ Đoan quy phục Lương Sơn Bạc, Tống Giang thả Cung Vượng cùng Đinh Đắc Tôn và mời cả hai gia nhập cùng Lương Sơn Bạc.

## Chức vụ
Khi phân định ngôi thứ ở Lương Sơn Bạc, Cung Vượng xếp thứ 78 trong 108 vị đầu lĩnh Lương Sơn Bạc và xếp thứ 42 trong 72 vị sao Địa Sát, chức Bộ Quân Tướng Hiệu (步軍将校), là một trong những đầu lĩnh chuyên cai quản bộ binh trong quân Lương Sơn Bạc.

## Sau khi chiêu an và tử trận
Sau khi nhận chiêu an, Cung Vượng cùng Tống Công Minh và các đầu lĩnh Lương Sơn Bạc tham gia các chiến dịch bình quân Liêu, các lực lượng khác chống đối triều đình nhà Tống.
Tại hồi 115, trong chiến dịch bình Phương Lạp, tại trận đánh cửa nam thành Đức Thanh, khi Cung Vượng đuổi theo tướng Phương Lạp Hoàng Ái, vì người ngựa rớt xuống khe, đã bị quân Phương Lạp xông tới đâm chết ngay tại trận. Cũng tại trận này, tướng Phương Lạp là Từ Hành Phương chém chết Lôi Hoành sau ba mươi hiệp đánh nhau. Trận này cũng là nơi Sách Siêu vung búa đánh chết tướng Phương Lạp là Mễ Tuyền. Sau trận đánh này, tướng Phương Lạp là Từ Hành Phương trên đường chạy trốn ngã xuống khe chết đuối. Một tướng Phương Lạp khác là Tiết Đẩu Nam chạy thoát trong đám loạn quân. Các tướng Phương Lạp là Hoàng Ái, Từ Bạch bị bắt sống và chém đầu.
Tại hồi 119, khi ban thưởng và sắc phong các đầu lĩnh Lương Sơn Bạc sau chiến dịch bình Phương Lạp, là một trong 45 phó tướng tử trận, Cung Vượng được sắc phong tước là Nghĩa Tiết Lang (義節郎 | Righteous Gentleman of Grace).

## Trong Đãng Khấu chí
Tại hồi 34, Cung Vượng và Đinh Đắc Tôn được lệnh trấn thủ huyện Mông Âm, tướng trại Viên Tý là Trần Lệ Khanh dẫn quân đến cứu Triệu Thôn đã chủ động tấn công huyện Mông Âm trước. Cung Đinh hai hổ muốn bắt Lệ Khanh để lập công bèn mở cửa thành ra đánh. Nào ngờ đâu, Lệ Khanh võ công cao cường, một đòn thương trúng ngay yết hầu Cung Vượng, ngã lăn xuống đất. Đinh Đắc Tôn rất giận, phóng phi thoa nhưng Lệ Khanh tránh được, thúc ngựa đuổi đánh. Đinh Đắc Tôn tay không, vội rút đoản đao chống đỡ, bị Lệ Khanh dùng trường thương đâm trúng mạn sườn mà chết. Thế là trong khoảng khắc, nữ tướng Lệ Khanh đã diệt gọn hai hổ.